# Свинцовые времена (фильм)
«Свинцовые времена» (нем. «Die bleierne Zeit») — художественный фильм немецкого режиссёра Маргареты фон Тротты, снятый по её собственному сценарию в 1981 году. Лента частично основана на биографии Гудрун Энслин и её сестры Кристианы. Обладатель «Золотого льва» Венецианского кинофестиваля.

## Сюжет
Две сестры, активистки международного движения солидарности, принимают непосредственное участие в событиях середины 1970-х годов. Юлиана сотрудничает в женском социальном журнале, а Марианна вступает в ряды леворадикальной террористической организации и после ареста активистов группы оказывается за тюремной решёткой (прообраз Марианны — Гудрун Энсслин).
Во время нечастых свиданий сёстры доказывают друг другу правоту выбранного каждой из них жизненного пути. Юлиана, находясь в Италии, из телевизионного сообщения узнаёт о смерти сестры. Вернувшись на родину, она берёт на воспитание сына Марианны и начинает собственное расследование, несмотря на полученное официальное заключение о самоубийстве.

## В ролях
- Ютта Лампе — Юлиана
- Барбара Зукова — Марианна
- Рюдигер Фоглер — Вольфганг
- Дорис Шаде — мать
- Франц Рудник — отец
- Вереника Рудольф — Сабина
- Люк Бонди — Вернер

## Награды и номинации
- 1981 — 6 призов Венецианского кинофестиваля: «Золотой лев» (Маргарета фон Тротта), «Золотой Феникс» за лучшее исполнение женской роли (Ютта Лампе и Барбара Зукова), специальный приз международной федерации кинопрессы ФИПРЕССИ, приз Католического киноцентра OCIC, приз «Новое кино», приз AGIS (все — Маргарета фон Тротта).
- 1981 — приз «Золотой Хьюго» за лучший фильм Чикагского кинофестиваля (Маргарета фон Тротта).
- 1981 — Почётное упоминание на кинофестивале в Вальядолиде (Маргарета фон Тротта).
- 1982 — премия Мюнхенского кинофестиваля за лучшую женскую роль (Ютта Лампе).
- 1982 — премия «Давид ди Донателло» лучшему режиссёру иностранного фильма (Маргарета фон Тротта), а также 4 номинации: лучший иностранный фильм, лучшая зарубежная актриса (Ютта Лампе), лучший зарубежный сценарий (Маргарета фон Тротта), лучший зарубежный продюсер.
- 1982 — две премии Deutscher Filmpreis за лучший фильм и лучшую женскую роль (Барбара Зукова), а также номинация за лучшую женскую роль (Ютта Лампе).
- 1989 — специальная премия Deutscher Filmpreis в честь 40-летнего юбилея ФРГ (Маргарета фон Тротта).